# Ideopsis nicobarica
Ideopsis nicobarica är en fjärilsart som beskrevs av Wood-mason och De Nicéville 1881. Ideopsis nicobarica ingår i släktet Ideopsis och familjen praktfjärilar. Inga underarter finns listade i Catalogue of Life.